# 山縣昌夫
山縣 昌夫（やまがた まさお、1898年（明治31年）1月4日 - 1981年（昭和56年）3月3日）は、日本の船舶工学者。東京大学名誉教授。

## 来歴・人物
東京生まれ。府立一中、一高、東京帝国大学工学部出身。逓信省へ。逓信技師を経て、運輸通信省海運総局船舶局長、船舶試験所長歴任。東京大学工学部教授、工学部長、宇宙開発委員会委員長代理を務める。
船の抵抗・推進・旋回等について研究、独自の船舶学を確立する。単螺旋貨物船の設計で知られる。1967年（昭和42年）文化勲章受章。1972年（昭和47年）秋の叙勲で勲一等旭日大綬章受章。1981年贈従三位（没時叙位）。